# 嘎蓋鳥
嘎蓋鳥（卑南語：Gagay），是台灣卑南族傳說中的一種類似鳶的鳥，原本是人，但因為受到母親的虐待，憤而變成鳥飛走。

## 家族
嘎蓋鳥的真身是卑南族第一位開始種植稻米的女性薩勒麼幸（Saremesim）的一個不知名的女兒，同時她也是竹生始祖巴辜馬賴（Pagumalay）夫妻的後代，她的父親則是一名叫馬拉利（Malali）的人，下面還有一個弟弟和未曾謀面的妹妹瑟訥訥（Sernegneg）。

## 傳說

### 受到虐待
傳說中，薩勒麼幸曾經在馬拉利去雷公火社（今台東縣關山鎮電光社區）打獵的時候，聲稱自己要送芋頭去給丈夫而出門，並且把還在襁褓中的弟弟交給姊姊照顧，也不給他們吃的，後來姐姐發現她只是出去找情夫約會時，由於從早開始就一直照顧弟弟還沒有吃東西，因此要求母親給他們一點吃的，但薩勒麼幸只丟給他們一些芋頭皮，受到母親這樣對待的姐姐只能帶著弟弟獨自哭泣，並且羨慕著天上的小鳥能夠直接去找可依賴的父親。

### 化鳥
後來，姊姊在羨慕小鳥之後，決定把包著弟弟的布撕開來、綁繩也分為兩段，將布條作為翅膀、綁繩作為尾巴，將他們扮成鳥的樣子要飛去找父親，一開始並不順利、跳到空中後總是會掉回地上，直到第五次嘗試，他們才真的變成了鳥，姊姊變成嘎蓋鳥、弟弟則是tekwir鳥，在飛離部落並找到父親時，馬拉利正在處理自己獵到的鹿，且沒有認出自己的孩子，因此把他們趕走，直到回到家後發現找不到孩子，才從鄰居那裡得知孩子的事情。他便連忙叫妻子準備一些麻糬，於第二天前往嘎蓋鳥出沒的地方，想要用麻糬與肉來抓住他們，但是了三次仍沒成功，他最後只能獨自悲嘆。

### 後續
後來變成嘎蓋鳥的姊姊根據蟲的大小，指示弟弟前往西方、而自己去東方的天空獵食，並且在東方的某處海岸邊會合。後來每到八月的時候，族人就會看到那些鳥從西飛往東，停留在樹上的期間還幾乎不吃東西，避免羽毛變色或身體變重飛不起來；而在後來知本部落守護神巴薩卡拉與魯阿撒耀的經歷中，弟弟化身成的tekwir鳥也多次現身協助他們，還有傳說表示，海的東方有盡頭有片陸地，上面有一個大池塘、池塘裡有棵巨岩、巨岩上則長著一顆叫wanay的大樹，那棵樹大道陰影可以覆蓋整個聚落，而樹的枝葉間就住著許多嘎蓋鳥。

### 其他版本
這種孩子變成鳥的故事情節在卑南族中相當普遍，只是有些微的差異，例如有版本認為變成鳥的是一對兄妹、虐待他們的是後母、而他們最後在山頭見面、配成一對繁衍下來，而他們的父親為了向後母報仇，叫他去取水，並且在家門口挖了一個大洞、蓋上草蓆，又燒了一鍋熱水，等後母回來併掉進洞中後，在以燒好的熱水將她澆死，而後母在死後為了向父親報仇而變成老鼠咬他的衣服。

## 習俗
傳統上卑南族人每到八月開始割稻時，會舉辦集體狩獵，在狩獵期間參加的男人和家裡的人都要絕食七天，連檳榔也不能嚼，據說這個習俗就是在比擬挨餓的姊弟倆。